# 화이트 올랜더
《화이트 올랜더》(영어: White Oleander)는 미국에서 제작된 피터 코즈민스키 감독의 2002년 드라마 영화이다. 미셸 파이퍼, 로빈 라이트, 노아 와일리, 러네이 젤위거 등이 출연하였고, 헌트 라우리 등이 제작에 참여하였다.

## 출연
- 앨리슨 로먼
- 로빈 라이트 펜
- 미셸 파이퍼
- 러네이 젤위거
- 빌리 코널리
- 스베틀라나 에프레모바
- 패트릭 퓨깃
- 콜 하우저
- 노아 와일리
- 에이미 어퀴노
- 마크 도나토
- 릴라 켄즐
- 테린 매닝
- 앨리슨 먼
- 컬리 로샤
- 서맨사 셸턴
- 멀리사 매카시
- 존 빌링즐리
- 스티븐 루트 (삭제 장면)

## 기타 제작진
- 배역: 엘런 루이스
- 미술: 도널드 그레이엄 버트
- 의상: 수지 디샌토